# چین شوپئی
چین شوپئی (چینی: 秦舒培; پین‌یین: Qín Shūpeí؛ ۱۰ اوت ۱۹۸۹ – ) مدل و بازیگر اهل چین است.